# 2 вересня
2 вересня — 245-й день року (246-й у високосні роки) в григоріанському календарі. До кінця року залишається 120 днів.

## Свята і пам'ятні дні

### Міжнародні
- Закінчення Другої світової війни внаслідок поразки і капітуляції Японії на Далекосхідному театрі військових дій

### Національні
- Україна: День нотаріату (Відзначається щорічно згідно з Указом Президента № 211/2010 від 22.02.2010)
- Тибет: День демократії
- В'єтнам: Державне свято
- США: День Перемоги над Японією

### Релігійні

#### Західне християнство
- Пам'ять святих Аґрікола Авіньйонського[en], Антоніна Пам'єрського[en], Брокарда[en], Вільяма Роскілдського[en], Діомеда Тарсського[en], Елеасара[en], Інґрід Скеннінґійської[en], Маргарет Лувенської[en], Максими Римської[en], Кастора Аптаського[en], Нонноса[en], Хіу[en] та Юста Ліонського[en].

#### Східне християнство
- Пам'ять преподобних Антонія та Теодосія Києво-Печерських;
- Пам'ять мученика Маманта, батька його Теодота і матері Руфини;
- Пам'ять преподобного Івана Посника, патріарха Царгородського;
- Пам'ять 3628 мучеників в Нікомидії;[1]
- Пам'ять святого Акепсима Гнайтського[en] (Сирійська церква).

## Іменини
✝  Католицькі: Аґрікола, Антонін, Брокард, Вільям, Діомед, Елеасар, Інґрід, Маргарет, Максима, Кастор, Ноннос, Хіу, Юст.
✙ Православні: Антоній, Іван, Мамант, Руфина, Теодосій, Теодот.

## Події
- 490 до н. е. — після перемоги афінян над армією перського царя Дарія I Великого біля Марафону до Афін з доброю новиною був направлений воїн Фітіпід. Він пробіг 42 кілометри і на головній площі Афін, вигукнувши: «Радійте. Ми перемогли!», помер. На його честь на відновленій Олімпіаді в Афінах (1896) відбувся забіг між Марафоном і Афінами. Відтоді марафон став обов'язковою частиною олімпійської програми.
- 44 до н. е. — римський політик і оратор Марк Туллій Цицерон виголосив першу зі своїх 14 політичних промов, спрямованих проти Марка Антонія, наступника Гая Юлія Цезаря. Прихильник відновлення республіки, Цицерон був занесений у списки людей, що підлягали знищенню, і наступного року був убитий за наказом Марка Антонія.
- 31 до н. е. — битва при Акції. Марк Віпсаній Агріппа, воєначальник римського консула Октавіана, розбив флот єгипетської цариці Клеопатри.
- 1192 — завершення третього хрестового походу (цього дня англійський король Річард I Левове Серце уклав у Яффі мирну угоду з султаном Саладином).
- 1666 — Велика лондонська пожежа спалахнула і палала протягом трьох днів, зруйнувавши 10 000 будівель, включаючи собор Старого Павла.
- 1789 — засновано міністерство фінансів США.
- 1794 — з ініціативи французького еміґранта, герцоґа Армана Еммануеля дю Плессі де Рішельє на узбережжі Чорного моря почалося будівництво майбутнього міста Одеси.
- 1831 — вийшла друком перша частина «Вечорів на хуторі біля Диканьки» українського письменника Миколи Гоголя.
- 1834 — Семюел Кольт запатентував свій револьвер.
- 1870 — після поразки в битві біля Седана, французька армія капітулювала і здалась в полон пруським військам. Французький імператор Наполеон III зрікся престолу, Франція знову стала республікою.
- 1889 — в Маріуполі почав працювати морський порт
- 1898 — британські війська генерала Горація Кітченера в битві біля Омдурмана здобули перемогу над 50-тисячною мусульманською армією (одним із британських підрозділів командував лейтенант Вінстон Черчилль). Повстання під проводом Мухаммеда Ахмеда (Магді) було придушене.
- 1918 — розпочався офіційний візит Гетьмана Української Держави Павла Скоропадського до Німеччини.
- 1935 — Джордж Ґершвін завершив роботу над оперою «Поргі і Бесс».
- 1941 — Похорон в Житомирі Миколи Сціборського та Омеляна Сеника.
- 1944 — Фінляндія розірвала дипломатичні стосунки з Третім Рейхом і поставила вимогу до 15 вересня вивести зі своєї території всі німецькі війська.
- 1945 — в гавані Токіо на борту лінкора «Міссурі» було підписано Акт Капітуляції Японської імперії у Другій світовій війні (свої підписи під ним поставили представники США, Республіки Китай, Великої Британії, СРСР, Австралії, Канади, Франції, Нідерландів і Нової Зеландії). Закінчення Другої світової війни.
- 1945 — В'єтнам проголошує свою незалежність, утворюючи Демократичну Республіку В'єтнам.
- 1958 — вперше вийшло в ефір телебачення Китайської Народної Республіки.
- 1967 — відставний британський офіцер Падді Бейтс проголосив створення на морській платформі біля берегів Великої Британії незалежного Князівства Сіландія, яке надає громадянство всім охочим.
- 1978 — учасник групи «Бітлз» Джордж Гаррісон одружився з Оливією Тринідад Аріас
- 1987 — у Москві почався суд над німецьким пілотом Матіасом Рустом, котрий в травні цього ж року перелетів радянсько-фінський кордон і посадив свій літак на Красній площі в Москві. За порушення кордону Руст був ув'язнений на 4 роки, але був звільнений 3 серпня 1988 року.
- 1990 — у Тирасполі проголосили Придністровську Молдавську Республіку.
- 1991 — США визнали відновлення незалежності Латвії, Литви й Естонії.
- 1993 — в Узбекистані оголосили про переведення до 2000 року узбецької мови з кирилиці на латинську абетку.
- 1996 — в Україні замість карбованця ввели нову валюту — гривню.
- 2015 — Кабінет Міністрів України ухвалив рішення про створення Національної поліції України
- 2019 — ураган Доріан, ураган 5-ї категорії, руйнує Багами, загинуло щонайменше п'ять осіб.
- 2021 — у Вашингтоні було відкрито «Український дім»  [Архівовано 3 вересня 2021 у Wayback Machine.].

## Народились
Див. також Категорія:Народились 2 вересня
- 1811 — Іван Вагилевич, український поет, фольклорист, етнограф, філолог, громадський діяч, член «Руської трійці»
- 1835 — Петро Єфименко, український етнограф та історик, повернув із небуття останнього кошового отамана Запорізької Січі Петра Калнишевського.
- 1838 — Ліліуокалані, остання королева Гаваїв (1891—1893)
- 1854 — П'єр В'єль, французький інженер, який 1884 року винайшов бездимний піроксиліновий порох († 1934).
- 1856 — Володимир Левицький, український письменник і громадський діяч, дійсний член НТШ. († 1938).
- 1875 — Дела-Вос-Кардовська Ольга Людвігівна, живописець, графік українського походження. Учениця Іллі Рєпіна. Дружина художника Дмитра Кардовського.
- 1877 — Содді Фредерік, британський вчений-радіохімік, лавреат Нобелівської премії з фізики.
- 1908 — Валентин Глушко, український конструктор ракетно-космічного комплексу багаторазового використання «Енергія» — «Буран»[2].
- 1926 — Євгеній Леонов, радянський кіноактор († 1994).
- 1940 — Богдан Сорока, український художник-графік, син Катерини Зарицької та Михайла Сороки († 2015).
- 1962 — Кір Стармер,  британський політик.
- 1964 — Кіану Рівз, американський кіноактор.
- 1965 — Леннокс Льюїс, канадський і британський боксер-професіонал у надважкій ваговій категорії.

## Померли
Див. також Категорія:Померли 2 вересня
- 1652 — Хосе де Рібера, видатний художник Іспанії XVII століття.
- 1865 — Вільям Гамільтон, ірландський математик.
- 1929 — Пауль Лені, німецький художник-декоратор і режисер, зробив значний вплив на експресіонізм у кіно.
- 1937 — П'єр де Кубертен, французький барон, засновник сучасних Олімпійських ігор (* 1863).
- 1950 — Френк Грехем, американський актор та радіоведучий.
- 1973 — Джон Рональд Руел Толкін, культовий англійський письменник.
- 2013 — Фредерик Пол, американський письменник-фантаст, футурист.
- 2014 — Антоніс Вардіс, грецький композитор, виконавець лаїко.